# 아시우트주

아시우트주의 위치

아시우트주(영어: Asyut Governorate, 아랍어: أسيوط)는 이집트 중부에 있는 주로, 주도는 아시우트이다. 면적은 25,926km2로 이집트 총 면적의 2.6%이며, 인구는 약 350만으로 이집트 총인구의 4.3%를 차지한다. 인구밀도는 119.6명/km2이며, 인구증가율은 2.6%다.